# Зимовники (Луганская область)
Зимовники (укр. Зимівники) — село, относится к Свердловскому району Луганской области Украины. Де факто — с 2014 года населённый пункт контролируется самопровозглашённой Луганской Народной Республикой.

## География
К востоку от села проходит граница между Украиной и Россией. Соседние населённые пункты: село Александровка, города Свердловск на юго-западе, Червонопартизанск на юге, сёла Бобриковка, Маяк, Калинник на северо-западе, Провалье, Черемшино на севере.

## Общие сведения
Занимает площадь 18,772 км². Почтовый индекс — 94851. Телефонный код — 6434. Код КОАТУУ — 4424287703.

## Население
Население по переписи 2001 года составляло 133 человека.

## Местный совет
94851, Луганская обл., Свердловский район, с. Провалье, ул. Центральная, 2